# Estudio de casos y controles

Infografía que describe los estudios de control de casos

Un estudio de casos y controles o estudio caso-control, también conocido incorrectamente como estudio de control de casos, es un estudio epidemiológico, observacional, analítico, en el cual los sujetos se seleccionan en función de que tengan (casos) o no tengan (control) una determinada enfermedad, o en general un determinado efecto. Una vez seleccionados los individuos en cada grupo, se investiga si estuvieron expuestos o no a una característica de interés y se compara la proporción de expuestos en el grupo de casos frente a la del grupo de controles.

## Tipos de estudio de casos y controles
- Estudio de casos y controles retrospectivo: todos los casos han sido diagnosticados antes del inicio del estudio.[3]
- Estudio de casos y controles prospectivo: los casos son diagnosticados con posterioridad al inicio del estudio y así pueden incluirse los  nuevos casos detectados durante un cierto tiempo establecido previamente.[4]
- Estudio de casos y controles de base poblacional: combina elementos del estudio de cohorte y de casos y controles. Se sigue a un grupo de individuos hasta cuando aparezca la enfermedad de interés de igual forma del estudio de cohortes. Estos casos se comparan con un grupo control, muestreado de la misma población. Una vez obtenidos todos los casos y los controles se analiza el tipo de exposición previa o actual, como en un estudio de casos y controles.[5]
- Estudio de casos y controles anidados: es un estudio de casos y controles en el cual tanto los casos como los controles son tomados de la población que participa en un estudio de cohortes. Como los datos de esta población se obtienen a lo largo del tiempo, se reduce la posibilidad de sesgos de selección e información, que son comunes en los diseños caso control.[6]

El uso de las categorías prospectivo y retrospectivo originalmente se refiere a los acontecimientos en la vida de los participantes en el estudio y no a la forma de recolectar la información, por esta razón los estudios de casos y testigos fueron desde su origen conocidos como retrospectivos. La noción de prospectivo o retrospectivo refiriéndose a la recolección de información y no a los eventos sucedidos en la vida de los pacientes es una noción que aparece posteriormente.

## Técnica de un estudio de casos y controles
1. Seleccionar una muestra de población con la enfermedad o con el problema de estudio. A los individuos de esta muestra se les llama casos.
2. Seleccionar una muestra de la población de riesgo de enfermar pero que esté libre de la enfermedad problema, que será el grupo control.
3. Medir las variables predictoras, que son los factores de riesgo.[3]

## Ventajas de los estudios de casos y controles
1. Son útiles para estudiar eventos raros o dichas enfermedades.
2. Permiten el estudio con tamaños muestrales relativamente pequeños.
3. Exigen poco tiempo en su ejecución.
4. Relativamente baratos comparados con los estudios de cohortes. Los de diseño de base poblacional suelen ser más caros.
5. Proporcionan estimadores de odds ratio.
6. Evalúan muchos factores de riesgo para una enfermedad o suceso.[7]

## Inconvenientes de los estudios de casos y controles
1. Es ineficiente para el estudio de efectos de exposición raros.
2. No establece la secuencia de eventos de interés.
3. Posibles errores de selección de casos y controles. Este sesgo es menor en el diseño de base poblacional.
4. Posible sesgo de supervivencia.
5. Solo pueden estudiar una variable de resultado (enfermedad).
6. No proporcionan estimadores de prevalencia, incidencia o riesgo atribuible. En el diseño de base poblacional, sí se puede estimar la incidencia.
7. Son inapropiados cuando el resultado de interés no se conoce al comienzo del estudio o cuando el resultado es una variable continua.[7]